# 郁序忠
郁序忠（1954年5月—），男，江苏南通人，中华人民共和国外交官，曾任中华人民共和国驻布隆迪共和国特命全权大使。

## 生平
1978年，进入中华人民共和国外交部工作，先后在北京外交人员服务局、驻法国大使馆、外交部西欧司、驻比利时大使馆任职，期间在法国南锡第二大学进修一年。2000年，任驻比利时大使馆参赞。2004年，任驻欧盟使团参赞，后升公使衔参赞。2007年，任外交部外事管理司副司长。2010年6月，出任中华人民共和国驻布隆迪大使。2015年2月，自驻布隆迪大使离任。

## 家庭
已婚，有一子。